# William Hamilton (calciatore)
William Hamilton (Mellifont, 4 maggio 1859 – 4 marzo 1914) è stato un calciatore nordirlandese, di ruolo attaccante.